# 苏发努冯大学
19°55′24″N 102°11′11″E / 19.9233°N 102.1864°E
苏发努冯大学是一所位于老挝琅勃拉邦省的大学。大学以首任老挝国家主席、人称“红色亲王”的苏发努冯亲王命名。
2003年11月4日，老挝政府通过第169号政令，决定建立苏发努冯大学，开设教育系、经管系及农学三个系所，并于翌日举行成立仪式。